# 煞車片

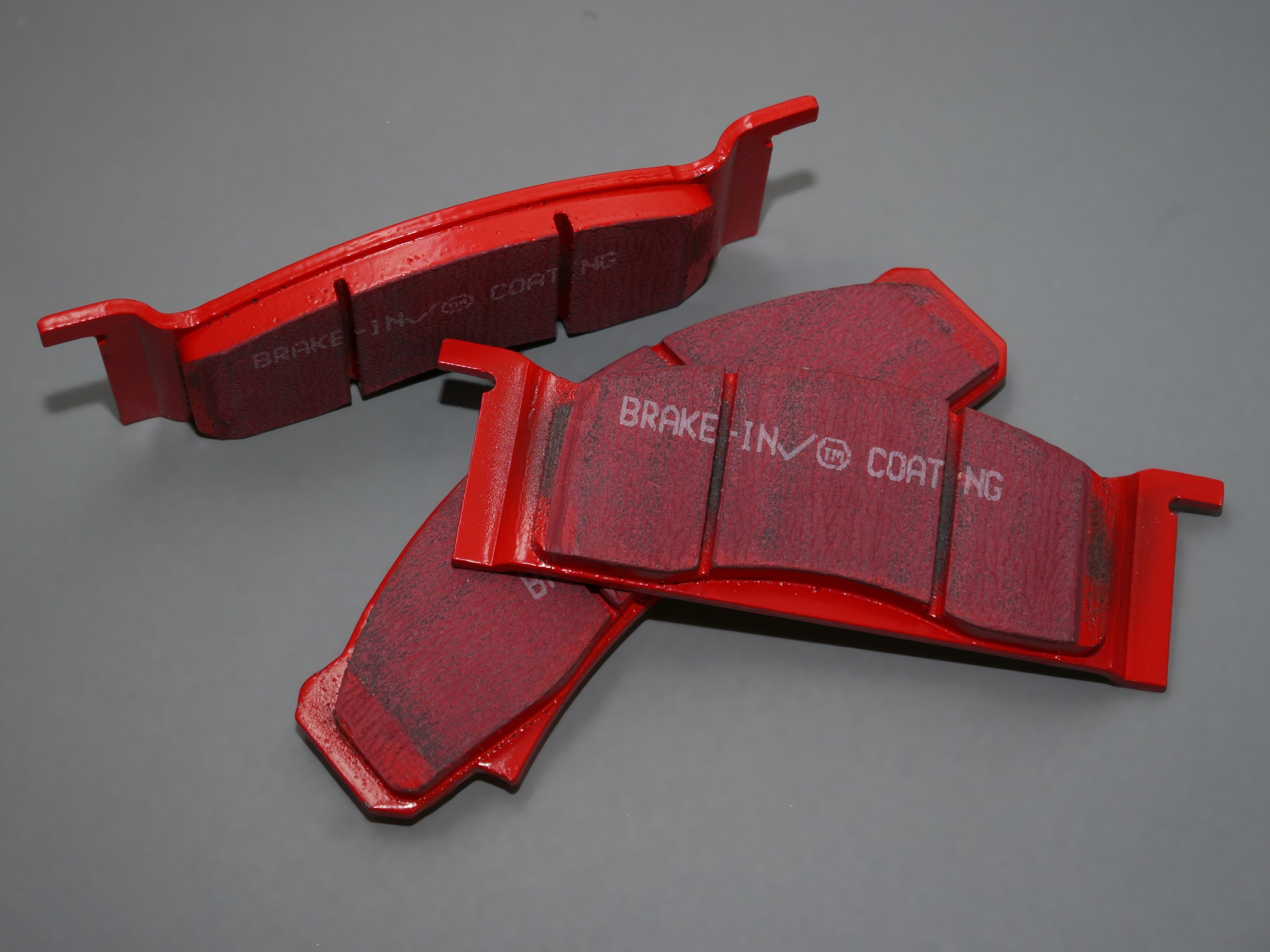
碟刹使用的一組刹车片

刹车片（英語：brake pad），又稱為來令片（lining）或煞車來令片，廣泛用於汽機車、自行車、鐵道及各種工業用夾器上，是各种装配有鼓刹或碟刹之交通工具制动系统的一个重要的组成部分，使行使中的或作動中的機械或車子煞車盤碰觸煞車片而降速，進而使輪子或機械停止運轉而達到煞車的效果。刹车片是钢质支撑板并在朝向鼓刹或碟刹的一面涂有摩擦性材料。
刹车片會把动能转化成热能。当刹车片接触鼓盘或转筒而升温，會转移小部分摩擦材料到碟盘 ，因此刹车片是暗灰的。刹车筒和碟（後來两者都有摩擦材质），将粘住对方来提供制动力。垫片对碟的动摩擦对停止动力起了主要作用。